# Lacey Green
Lacey Green est une paroisse civile et un village du Buckinghamshire, en Angleterre.